# Sintica

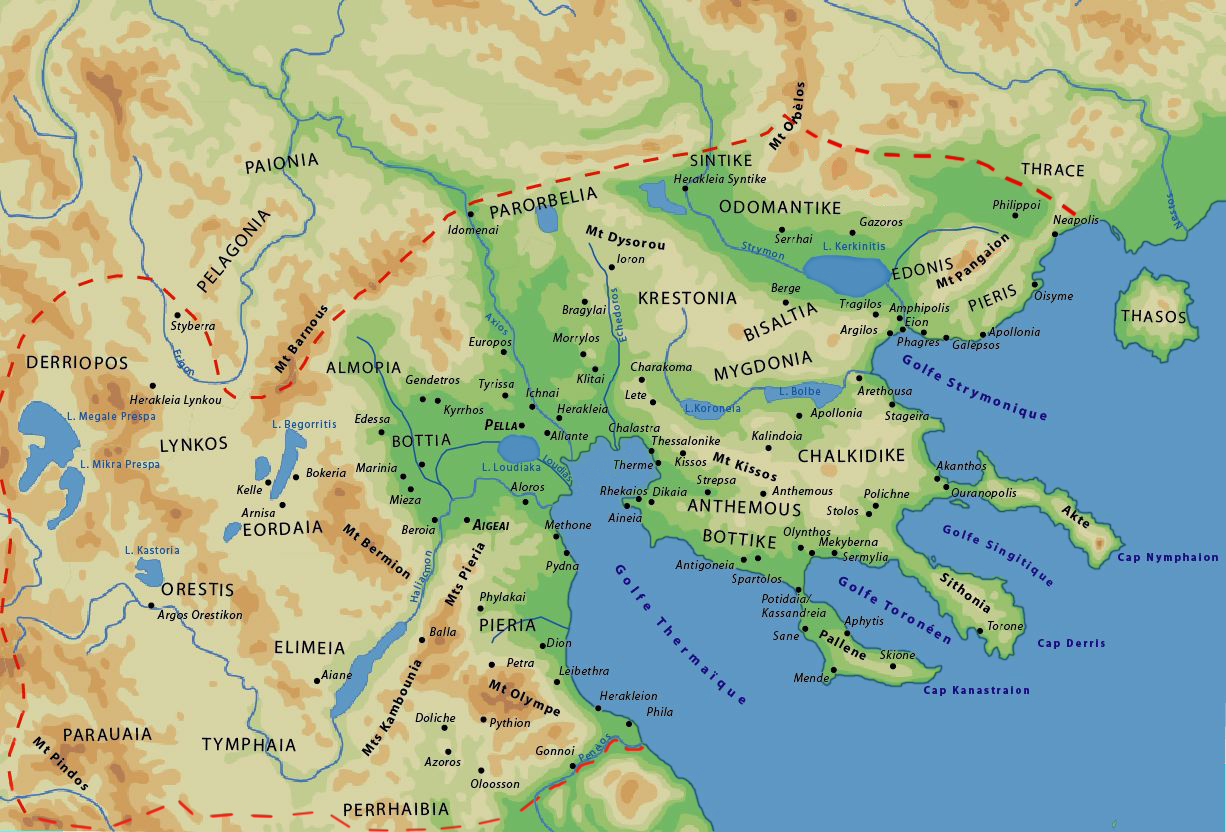
Sintica a est dello Strimone

La Sintica o Sintice (greco: Σιντική) era un'antica regione della Macedonia posta a est della Crestonia, e Bisaltia, fra il fiume Strimone e il fiume Nestos. Questa regione, insieme a quelle vicine, viene anche chiamata Macedonia adjecta, in quanto fu conquistata, quindi "aggiunta" alla Macedonia, dopo le conquiste di Filippo II.
Dopo la definitiva conquista romana della regione, successiva alla terza guerra macedone, la regione costituì, insieme alla Bisaltia, una delle quattro repubbliche, con capitale Anfipoli, in cui fu divisa la Macedonia, per poi rientrare insieme al resto della Macedonia, nella corrispondente provincia romana. Verso la fine della prima guerra mitridatica (85 a.C.), il consolare Lucio Cornelio Silla, in attesa di ricevere una risposta da Mitridate VI sulla sua resa, condusse contro di loro e le vicine popolazioni di Dardani ed Eneti, una campagna militare, devastandone i loro territori, poiché in passato avevano invaso i territori romani della vicina provincia di Macedonia.
In antichità la regione era abitata da una popolazione tracia detta Sinti.
La più importante città della regione era Eraclea Sintica. Altre città erano Paroecopolis e Tristolos (o Tristolus).
L'area occupata dall'antica regione è oggi suddivisa fra la Bulgaria (distretto di Blagoevgrad) e la Grecia (prefettura di Serres).